# PAY (gruppo musicale)
(dall'introduzione del disco Potevate Anche Ynvitarci, 1998)
I PAY, band formatasi nel 1996 nella Provincia di Varese, sono considerati una delle punk rock band più famose della Lombardia. Insieme a gruppi come Derozer, Punkreas, Shandon, Porno Riviste con le loro sonorità orecchiabili e l'immediatezza dei loro testi sono presto diventati tra i protagonisti della scena punk rock italiana.

## Storia del gruppo
I P.A.Y. nascono nel 1996 e il nome della band deriva da “Post Atomic Youth”. Inizialmente il gruppo è formato da Ariel (Daniele Vaschi) come chitarrista e cantante, suo fratello Vulvino (Giovanni Vaschi) al basso, Postatomic Teo (Matteo Mainini) alla batteria e Mike (poi Mike T.) come seconda chitarra. Il successo del gruppo è legato a doppio filo con l'emittente varesotta Radio Lupo Solitario per la quale Ariel conduceva uno dei programmi di maggior successo, il GabAriel Show, insieme al Gab, chitarrista del gruppo punk MAB.
Nel 1996, con questa formazione, pubblicano il loro primo demo Post Atomic Youth - O Yeah! O Yeah! contenente sette brani cantati tutti in inglese, tranne "Canzone Rock Punk Molto Impegnata - CCFTM", l'unica che riscuoterà un certo successo, soprattutto di programmazione. Alcuni pezzi di questo demo saranno poi ripubblicati nella raccolta The Very Best Of The Rarities Of Origins Of The Band, mentre altri saranno reinterpretati da altri gruppi punk "nostalgici".
Dopo due anni e numerosi concerti uscirà il loro primo disco Potevate Anche Ynvitarci, con pezzi nuovi tutti in italiano, molti dei quali saranno trasmessi nelle radio locali. Nel frattempo si sviluppa l'idea del Barattolo d'Ammore, che diventa quasi il simbolo del gruppo negli anni seguenti. Vulvino abbandonerà il ruolo di bassista per diventare corista e "coreografista" durante le esibizioni dal vivo, rifacendosi al ruolo di "Artista del Popolo Italiano" che fu di Danilo Fatur nei CCCP.
Nel 2010 è uscito La Ragazzo Col Coltello a 5 anni dal loro ultimo disco. Dopo una serie di concerti di promozione legati al disco il gruppo si è impegnato per la realizzazione di un progetto molto particolare.
Virus, uscito nel 2012, è un DVD+CD contenente un mediometraggio autoprodotto, ispirato al racconto L'epidemia di Alberto Moravia.
Nel 2015, in occasione del decennale dell'uscita, è stata pubblicata la versione in vinile di Federico Tre E Il Destino Infausto, accompagnata da una serie di concerti in cui la band ha riproposto in maniera integrale la punkopera.
Nel 2016 esce il settimo disco autoprodotto per la Punkrocker’s Industry dal titolo Canzoni per gente che non si fa più, edito in sole 200 copie con il CD originale spezzato e un cd di backup allegato.
Nel 2020 esce l'ottavo disco, come da tradizione autoprodotto, dal titolo Va proprio tutto bene, prodotto anche in vinile in 200 copie numerate.

## Formazione
- Daniele "Mr.Grankio" Vaschi - chitarra, voce
- Michele "Mr.Penguin" Pari - basso

### Componenti passati
- Giovanni "Vulvino" Vaschi - basso, voce (1996 - 2004)
- Matteo "Mr.Tortuga" "Postatomic Teo" Mainini - batteria (1996 - 2003)
- Paolo (dei Minnie's) - batteria (2004)
- Massimiliano "Capitan Baril Di botte" - artista del popolo (1996-1998)
- Mike T. - chitarra (1996 - 1998)
- Luca (dei Crummy Stuff) - chitarra (2005 - 2007)
- Luca Mantovani (dei The No One) - batteria (2005 - 2007)

## Discografia
Album in studio
- 1998 - Potevate Anche Ynvitarci
- 2000 - Provate Ammore Ynutile
- 2005 - Federico Tre E Il Destino Infausto
- 2010 - La ragazza col coltello
- 2012 - Virus
- 2016 - Canzoni per gente che non si fa più
- 2020 - Va proprio tutto bene

Demo
- 1996 - Post Atomic Youth - O Yeah! O Yeah!

Raccolte
- 2002 - The Very Best Of The Rarities Of Origins Of The Band

## Collaborazioni
Mr. Grankio (alias Dj Ariel) e Mr. Penguin collaborano attivamente nel gruppo della emittente radiofonica milanese Radio RockFM, la RockFM All Stars Band.
Inoltre Mr. Grankio è stato il conduttore di uno show televisivo chiamato Database in onda sul canale satellitare RockTv.
Mr. Grankio (alias Dj Ariel) attualmente è autore e conduttore insieme ad Eleonora Ossola di un programma su radio Lifegate chiamato Passengers nel quale gira per Milano e dintorni con un Ecobus (pulmman ibrido).
La leggenda narra che dopo la chiusura di Rock FM, nel 2008 " L'Ariele " (così si fa chiamare da quando è su Lifegate) si presenta alla sede della radio dicendo: “Vorrei fare un programma in diretta dalla mia automobile!”, al che il direttore artistico della radio rispose: “e se invece lo facessi da un Ecobus?”.
Nel 2009 la loro canzone "Un barattolo d'aMMore" viene inserito nella compilation "Io vivo in noi - Canzoni diversamente abili" pubblicato dall'associazione Onlus Gruppo Amici Insieme. A tale progetto hanno partecipato anche Jovanotti, Paolo Benvegnù e diversi altri artisti.